# Josefina Valencia Muñoz
Pour les articles homonymes, voir Valencia et Muñoz.
Josefina Valencia Muñoz, née le 22 septembre 1913 à Popayán (Colombie) et morte le 4 octobre 1991 à Madrid (Espagne), est une femme politique colombienne membre de l'Alliance nationale populaire.
Comptant parmi les figures militant en faveur du droit de vote des femmes en Colombie, elle devient la première femme nommée parlementaire en 1954, au sein de l'Assemblée nationale constituante, où elle contribue à l'adoption d'une loi accordant le suffrage aux femmes. En 1955, elle devient la première femme nommée gouverneure d'un département du pays puis en 1956 la première nommée membre d'un gouvernement.

## Biographie
Fille de l'homme politique Guillermo Valencia et de Josefina Muñoz Muñoz, elle est la troisième enfant d'une fratrie de cinq. L'homme politique Guillermo León Valencia est son frère,. En 1943, elle épouse Enrique Hubach Eggers, géologue et scientifique chilien ; ils ont trois filles : Martha, Erna et une troisième décédée en bas âge,.
En avril 1954 est créée l'Organisation nationale féministe de Colombie, sous la direction de l'ancienne Première dame Bertha Hernández Fernández et de la militante María Currea.
Lorsque le général Gustavo Rojas Pinilla arrive au pouvoir à la suite d'un coup d'État militaire, le mouvement pour le droit de vote des femmes est divisé idéologiquement entre les soutiens et les opposantes au nouveau régime. Josefina Valencia Muñoz choisit de le rejoindre et effectue un lobbying auprès du président pour le convaincre de l'intérêt d'une réforme. Celui-ci avait maintenu l'Assemblée nationale constituante lancée par son prédécesseur Roberto Urdaneta Arbeláez. Le 28 juillet 1954, il nomme Josefina Valencia Muñoz membre de cette assemblée ; elle devient alors la première femme parlementaire de l'histoire de la Colombie. Teresa Santamaría Santamaría est sa suppléante. Josefina Valencia Muñoz est ensuite rejointe par Esmeralda Arboleda Cadavid (en) du Parti libéral, avec María Currea comme suppléante. Elle s'unissent pour présenter la proposition de loi sur la citoyenneté des femmes, qui est étudiée et débattue par l'Assemblée. Le 25 août 1954 est adopté l'acte législatif n°3, accordant le suffrage universel à toutes les femmes colombiennes.

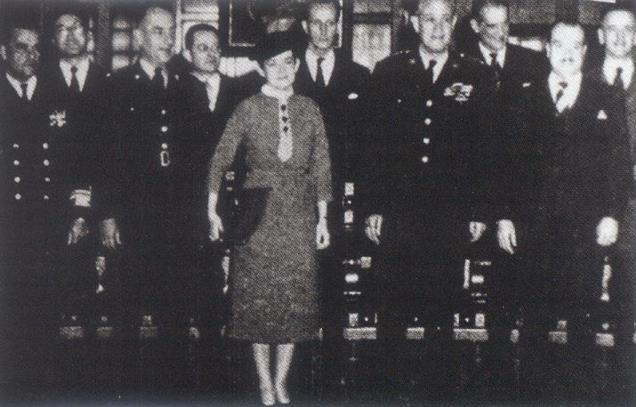
Le président Gustavo Rojas Pinilla (au centre droit) et Josefina Valencia Création (au centre gauche) au conseil des ministres, en 1956.

Le 21 septembre 1955, le général Rojas Pinilla nomme Josefina Valencia Muñoz gouverneure de son département natal, le Cauca ; elle est la première femme à exercer une fonction exécutive dans le pays, poste qu'elle occupe jusqu'au 16 septembre 1956. À cette dernière date, elle est appelée à Bogota pour devenir la première femme ministre d'un gouvernement colombien, occupant le portefeuille de l'Éducation nationale,.
Par le décret n°1283 du 19 juin 1957, la junte militaire, qui succède à Rojas Pinilla, la nomme déléguée permanente de la Colombie auprès de l'UNESCO à Paris, faisant d'elle la première ambassadrice de l'histoire du pays.
Dans les années 1960, elle est élue sénatrice de l'Alliance nationale populaire.